# ويليام كيلوغ
ويليام كيلوغ هو محامي وقاضي وسياسي أمريكي، ولد في 8 يوليو 1814 في مقاطعة أشتابولا في الولايات المتحدة، وتوفي في 20 ديسمبر 1872 في بيوريا في الولايات المتحدة. نشط حزبياً في الحزب الجمهوري. وقد انتخب عضو مجلس نواب إلينوي ‏ وانتخب عضو مجلس النواب الأمريكي ‏.